# Man in Motion
Man in Motion —en castellano: Hombre en movimiento— es el quinto álbum de estudio de la banda estadounidense de hard rock Night Ranger  y fue lanzado en formato de disco de vinilo, casete y disco compacto por la discográfica MCA Records en 1988.

## Grabación y lanzamiento
En medio proceso de las grabaciones de este disco, el teclista Alan Fitzgerald dejó la banda,  siendo Jesse Bradman el encargado de reemplazarlo. Fue grabado en 1988, siendo publicado en ese mismo año por MCA Records, disquera que había lanzado todos los álbumes de la agrupación hasta el momento. Man in Motion fue producido por Keith Olsen, Brian Foraker y David Cole.

## Recepción y crítica
El disco logró atraer la atención y gusto popular estadounidense, alcanzando el 81.º puesto de la lista Billboard 200 en 1988. Man in Motion sería la última producción discográfica de Night Ranger que se entraría en los listados de popuaridad en los E.U.A. hasta Somewhere in California, lanzado al mercado en el año de 2011.
En Japón, este álbum lograría alcanzar la décima posición en el Oricon en 1988, siendo el disco que más alto escala en este listado de éxitos.
La página de internet especializada Allmusic calificó a esta producción musical con una puntuación de dos estrellas de cinco posibles.

## Lista de canciones
| Cara A |                                            |                                  |          |  |
| N.º    | Título                                     | Escritor(es)                     | Duración |  |
| 1.     | «Man in Motion»                            | Jack Blades / Brad Gillis        | 4:26     |  |
| 2.     | «Reason to Be»                             | Blades / Kelly Keagy             | 4:11     |  |
| 3.     | «Don't Start Thinking (I'm Alone Tonight)» | Blades / Keagy / Alan Fitzgerald | 4:43     |  |
| 4.     | «Love Shot Me Down»                        | Jack Blades                      | 4:06     |  |
| 5.     | «Restless Kind»                            | Blades / Keagy                   | 4:41     |  |

| Cara B |                         |                                                             |          |  |
| N.º    | Título                  | Escritor(es)                                                | Duración |  |
| 6.     | «Halfway to the Sun»    | Jack Blades                                                 | 5:19     |  |
| 7.     | «Here She Comes Again»  | Blades / Michael Bolton / Martin Briley / Bob Halligan, Jr. | 4:21     |  |
| 8.     | «Right On You»          | Blades / Keagy                                              | 4:13     |  |
| 9.     | «Kiss Me When It Hurts» | Blades / Gillis                                             | 4:34     |  |
| 10.    | «I Did It for Love»     | Russ Ballard                                                | 4:49     |  |
| 11.    | «Woman in Love»         | Jack Blades                                                 | 4:41     |  |
| 50:05  |                         |                                                             |          |  |

## Créditos

### Night Ranger
- Jack Blades — voz principal y bajo
- Kelly Keagy — voz principal y batería
- Brad Gillis — guitarra acústica, guitarra eléctrica y coros
- Jeff Watson — guitarras acústica y eléctrica
- Jesse Bradman — teclados y coros

### Personal de producción
- Keith Olsen — productor, ingeniero de audio y mezcla
- Brian Foraker — productor, ingeniero de audio y mezcla
- David Cole — productor ejecutivo
- John Hanlon — ingeniero de audio
- Mark Segal — ingeniero de audio
- Ron Da Silva — ingeniero asistente
- Squeak Stone — ingeniero asistente
- Mark Newman — programación de teclados
- Greg Fulginiti — masterización
- Hugh Syme — director de arte y diseño
- Jay Buchsbaum — fotografía

## Listas
| Año  | País           | Lista                | Posición máxima |
| ---- | -------------- | -------------------- | --------------- |
| 1988 | Estados Unidos | Billboard 200        | 81.º            |
| 1988 | Japón          | Oricon Albums Charts | 10.º            |